# Малі Касьяни
Малі Касья́ни (рос. Малые Касьяны) — присілок у складі Слободського району Кіровської області, Росія. Входить до складу Ільїнського сільського поселення.
Населення становить 2 особи (2010, 2 у 2002).
Національний склад станом на 2002 рік — росіяни 100 %.